# Nah am Feuer
Nah am Feuer – płyta muzyczna wydana przez niemiecką piosenkarkę Andreę Berg 2 kwietnia 2002 roku.
Album dotarł do 18. miejsca niemieckiej listy przebojów - Media Control Charts.

## Lista utworów
1. "Geh doch, wenn du sie liebst" – 03:13
2. "Nah am Feuer" – 03:04
3. "Wirst du's in meinen Augen seh" – 03:00
4. "Regenbogen" – 03:46
5. "Stimme der Nacht" – 03:00
6. "Die Sterne sind still" – 03:02
7. "Mich schaffst du nicht" – 03:56
8. "Auch heute noch" – 04:31
9. "Rendezvous mit dem Wind" – 03:56
10. "Ich weiß es noch" – 03:41
11. "Zauberer wie du" – 03:22
12. "Ganz egal" – 04:16
13. "Damals" – 01:55